# Epioblasma lenior
Epioblasma lenior är en musselart som först beskrevs av I. Lea 1842.  Epioblasma lenior ingår i släktet Epioblasma och familjen målarmusslor. IUCN kategoriserar arten globalt som utdöd. Inga underarter finns listade i Catalogue of Life.